# 老干媽
老干媽（ラオガンマー、ローカンマ）は、中華人民共和国貴州省で生産される調味料のブランドであり、その製造企業。豆豉（トウチ）やピーナッツなどを用いた具入りラー油（辣醤油）などが知られる。1996年に陶華碧によって製造が始められ、翌1997年に会社組織となった。同社は中国最大のラー油メーカーとされる。

## 沿革
創業者である陶華碧（陶华碧、タオ・ホァビ）は1947年生まれの女性である。貴州省の農村で貧困な家庭に生まれ、家事の手伝い、弟妹の世話などのために学校に通えず、会社設立まで自分の名前さえ書けなかったという。
20歳で結婚し子供2人を得たが、夫に先立たれる。彼女は生計を立てるためにまず行商に出た。資金をためた彼女は1989年、貴陽市南明区龍洞堡に小さな食堂を開いたが、本来のメニューである涼粉（ところてんの一種）や冷麺よりも、一緒に出していた自家製の麻辣醤が人気となった。彼女は麻辣醤のみの販売もするようになり、この麻辣醤が他の食堂で使われるようになると、自分の食堂をやめて麻辣醤の工場を始めることとした。1996年、40人の従業員を雇い、「老干媽」と名付けた麻辣醤の製造を開始した。
「老干媽」は陶華碧のあだ名で、意訳すれば「おふくろさん」である。彼女が食堂経営をしていた頃に、親元を離れて下宿暮らしをする学生たちの面倒を見たことから、こう呼ばれるようになったという。
1997年、貴陽市南明区に貴陽南明老干媽風味食品有限責任公司（贵阳南明老干妈风味食品有限责任公司。以下「老干媽社」）を設立。当初は無名のために商品が売れず、陶華碧自身が商店に持ち込むといった形で次第に販路を拡大した。その後50種類の商品の生産・販売に乗り出して好評を博した。企業家として成功し高額納税者となった陶華碧は、貴州省人民代表大会常務委員会委員、貴陽市政治協商会議委員となり、また2008年には全国人民代表大会の代表となるなど、公職も務めている。
老干媽社の2013年の年商は約37億2000万元で、収益は約5億1000万元。8000ヘクタールのトウガラシ農園を持ち、200万世帯に雇用機会を提供したという。2014年時点の報道では、アメリカ合衆国、オーストラリア、ニュージーランド、カナダなど30か国以上に輸出している。日本にも総代理店として2002年に「有限会社老干媽（ローカンマ）日本」が設立されているほか、いくつかの食品輸入業者によって輸入・販売されている。

## 種類
- ピーナッツ入りラー油
- 豆豉入りラー油
- 三種ミックス辣油
- 中華納豆＆豚肉辣油
- 鶏肉入りラー油
- 千切り豚肉辣油
- 牛肉豆豉辣油
- 玉ねぎラー油